# 鯉魚頭堡
鯉魚頭堡，是台灣中部自清治時期至日治初期的一個行政區劃，其範圍即今南投縣的竹山鎮南部。
鯉魚頭堡北邊為沙連堡，東邊及東南邊為蕃地，西南邊為打貓東頂堡，西邊為斗六堡。

## 管轄街庄
鯉魚頭堡共轄6個街庄：
- 今竹山鎮境內：勞水坑庄、桶頭庄、山坪頂庄、福興庄、田仔庄、鯉魚尾庄